# 古堤村
古堤村是中国湖北省荆州市江陵县资市镇下辖的一个村级行政单位。古堤村有14个村民小组，3580人。
邮编：434000 区号：0716
古堤村拥有一所小学：古堤小学。2012年12月22日，古堤村卫生室正式落成。

## 产业建设
1. 种植业：全村以水稻、棉花、油菜、小麦为主。
2. 养殖业。
3. 劳务输出、工商业。
4. 古堤建材厂